# Allograpta alamacula
Allograpta alamacula är en tvåvingeart som beskrevs av Mary Carver 2003. Allograpta alamacula ingår i släktet Allograpta och familjen blomflugor. Inga underarter finns listade i Catalogue of Life.